# Олмо (Фиренца)
Олмо је насеље у Италији у округу Фиренца, региону Тоскана.
Према процени из 2011. у насељу је живело 115 становника. Насеље се налази на надморској висини од 441 м.